# 篠田勝清
篠田 勝清（しのだ かつきよ、1895年（明治28年）5月27日 - 1944年（昭和19年）10月25日）は、日本の海軍軍人。最終階級は海軍中将。福岡県出身。

## 略歴
福岡県立中学修猷館を経て、海軍兵学校第44期入校。卒業時成績順位は95名中第22位。1944年(昭和19年)10月25日、レイテ沖海戦において戦艦山城の艦長として戦い、敵からの集中攻撃を受け、西村祥治司令官と共に沈みゆく艦と運命を共にした。享年49。

## 年譜
- 1895年(明治28年)5月27日 - 福岡県生
- 1916年(大正5年)11月22日 - 海軍兵学校卒業
- 1917年(大正6年)12月1日 - 海軍少尉
- 1919年(大正8年)12月1日 - 海軍中尉
- 1922年(大正11年)12月1日 - 海軍大尉
- 1928年(昭和3年)2月1日 - 駆逐艦菱艦長
  - 12月10日 - 海軍少佐
- 1930年(昭和5年)12月1日 - 横須賀鎮守府参謀
- 1933年(昭和8年)5月20日 - 駆逐艦野風艦長
  - 11月15日 - 駆逐艦三日月艦長
- 1934年(昭和9年)11月15日 - 海軍中佐 鎮海要港部兼鎮海湾要塞兼対馬要塞参謀
- 1935年(昭和10年)11月15日 - 第5水雷戦隊参謀
- 1937年(昭和12年)7月6日 - 駆逐艦暁艦長
- 1939年(昭和14年)11月15日 - 海軍大佐 第30駆逐隊司令
- 1940年(昭和15年)11月1日 - 第9駆逐隊司令
- 1942年(昭和17年)12月17日 - 軽巡洋艦長良艦長
- 1943年(昭和18年)8月29日 - 軽巡洋艦大淀艦長
- 1944年(昭和19年)5月6日 - 戦艦山城艦長
  - 10月15日 - 海軍少将
  - 10月25日 - 海軍中将（戦死）